# Прекрасная Зелёная
«Прекрасная Зелёная» (фр. La belle verte) — французская комедия 1996 года режиссёра, сценариста и композитора Колин Серро. Продюсер — Ален Сард, оператор — Робер Алазраки.

Фильм также известен под альтернативным переводом названия «Зелёная красавица».

## Сюжет
Параллельно Земле, жизнь существует на других планетах. На одной из них прогресс привёл к тому, что жители овладели телепатией, стали лучше понимать друг друга и свою планету, а параллельно отказались от достижений технической революции, так как занимаются только собирательством.
Одна из жительниц планеты по имени Мила решает посмотреть на Землю, так как ей сообщили, что она наполовину землянка. Мила сталкивается с цивилизацией, которая приводит её в ужас: ложь, употребление мяса, шум, приверженность технологии, а не чувственному восприятию. Мила начинает влиять на людей, и жизнь на Земле начинает стремительно меняться.

## В ролях
- Колин Серро — Мила
- Венсан Линдон — Макс
- Джеймс Тьерре — Месай
- Семюэль Тасинай — Месаул
- Марион Котийяр — Маша
- Клер Кейм — Соня
- Филиппин Леруа-Больё — Флоренс
- Иоланда Моро — Николь
- Катрин Сами — мудрая женщина
- Поль Кроше — Осам
- Дидье Фламан
- Мишель Лагуэйри
- Дени Подалидес —
- Франсис Перрен — водитель